# Seleção Bósnia de Basquetebol
A Seleção Bósnia de Basquetebol é a equipe que representa a Bósnia e Herzegovina em competições internacionais da modalidade.